# Ruinen
Ruinen (Nedersaksisch: Rune) is een brinkdorp in de Nederlandse provincie Drenthe, gemeente De Wolden, met 3.695 inwoners. Tot 1 januari 1998 was Ruinen een zelfstandige gemeente.

## Geschiedenis
Ruinen was vanaf de middeleeuwen tot de Franse tijd een hoge heerlijkheid aangeduid als heerlijkheid Ruinen. In een akte van 1139 wordt Otto van Ruinen genoemd als een der dienstmannen van de bisschop van Utrecht. In 1140 werd door benedictijner monniken een klooster gesticht met een bijbehorende Mariakapel. Het klooster werd later naar Dickninge verplaatst.
Heren, vrouwe van Ruinen:
- Familie van Ruinen
- Arend Huys
- Johan Huys/Van Ruinen
- Johanna Huys
- Hendrik van Munster
- Berend van Munster
- Hendrik van Munster
- Hendrik Wilhelm Munster van Bernsaw, drost van Drenthe
- Margaretha van Bernsaw, gehuwd met Frans Caspar Adriaan van Schellaert van Obbendorf
- Willem Adriaan, markies van Hoensbroeck
- Lotharius Frans Hyacinthus Victor van Hoensbroeck
- Coert Winkel, Jan Pieters Leffers, Jan van de Weteringe
- Swedera van Runen

Van 1811 tot 1998 was Ruinen een zelfstandige gemeente. Het grootste deel van Ruinen werd per 1 januari 1998 onderdeel van de nieuwe gemeente De Wolden, kleinere gedeeltes werden bij de gemeentes Hoogeveen en Westerveld gevoegd. Onder meer de buurtschappen Witteveen en Benderse liggen verdeeld onder deze twee gemeenten en vallen onder Ruinen qua adressering.
Het dorp heeft van oudsher een agrarisch karakter (veeteelt en akkerbouw).

## Ligging
Omliggende plaatsen zijn Havelte, Ruinerwold en Ansen. Noordelijk van Ruinen ligt het 3700 hectare grote Nationaal Park Dwingelderveld.

## Bezienswaardigheden
- De Nederlands Hervormde Mariakerk uit de 12e eeuw staat aan de brink. De kerk behoorde oorspronkelijk bij de Benedictijner abdij van Ruinen, die in de 14e eeuw werd verplaatst naar Dickninge. In de kelder onder de pastorie achter de kerk zijn op sommige dagen van het jaar de gewelven van het vroegere klooster nog te bezichtigen. In de 15e eeuw werd de kerk ingrijpend verbouwd.[2]
- Aan de rand van de Brink staat sinds 1966 Bram de Ram een beeld van Johan Sterenberg als symbool voor de schaapskuddes die in de omgeving graasden.
- De beltmolen De Zaandplatte in het nabij Ruinen gelegen buurtschap Engeland, oorspronkelijk afkomstig uit Echten en op deze plaats herbouwd.
- Het Posthuus te Anholt aan de klassieke, maar nog onverharde postkoetsroute, is tevens een markante plek.
- Aan de zuidwestrand van het heideveld staat, in de buurtschap Benderse, een schaapskooi, waar de scheper elke ochtend met een kudde Drentse heideschapen de heide opgaat.
- Richting het heideveld ligt aan de Benderse het Bezoekerscentrum Dwingelderveld van Natuurmonumenten.

## Voorzieningen
Ruinen telt onder meer een bibliotheek, een openbare basisschool, een sporthal met sportvelden en een zwembad. De plaatselijke voetbalclub is VV Ruinen. Ruinen kent verschillende restaurants, winkels, hotels, campings en vakantieverblijven.

## Natuur
Het landschap rond Ruinen wordt gekenmerkt door de essen en de weilanden langs de Ruiner Aa, maar vooral door de uitgestrekte heide ten noorden van het dorp. Ruinen ligt op de zandgronden.  Aan de Benderse, de weg van Ruinen naar dit heideveld, is het Bezoekerscentrum Dwingelderveld gevestigd. Zuidelijk van Ruinen ligt de 1100 hectare grote Boswachterij Ruinen van Staatsbosbeheer.

## Verkeer en vervoer

### Openbaar vervoer
Per openbaar vervoer met de streekbussen van Qbuzz:
- lijn 32: Meppel - Ruinerwold - Ruinen - Hoogeveen

### Wegen
Ruinen ligt aan de oude verharde route Groningen - Assen - Ruinen - Meppel - Zwolle. Het is bereikbaar via een afslag van de A32 de N371 en de N375. Ook is er een aansluiting vanaf de A28, dit is aansluiting 28.

## Geboren in Ruinen
- Henrick Ruse (1624-1679), kapitein-ingenieur, vestingbouwkundige
- Pieter Adam van Holthe (1783-1823), burgemeester
- Jan Hendrik de Boer (1899-1971), natuur- en scheikundige
- Grietje Doele-Bokma (1911-1996), onderduikgever, Rechtvaardige onder de Volkeren
- Jan Meekhof (1922-1994), SS'er, oorlogsmisdadiger
- Egbert Nijstad (1942), atleet en meervoudig Nederlands kampioen
- Harry Kamphuis (1943-2022), burgemeester
- Roelof Veld (1944), atleet
- Hennie Kuijer (1946), radiopresentatrice
- Sione Jongstra (1976), triatlete en duatlete
- Lotte Dunselman (1979), actrice en theatermaakster

## Zie ook

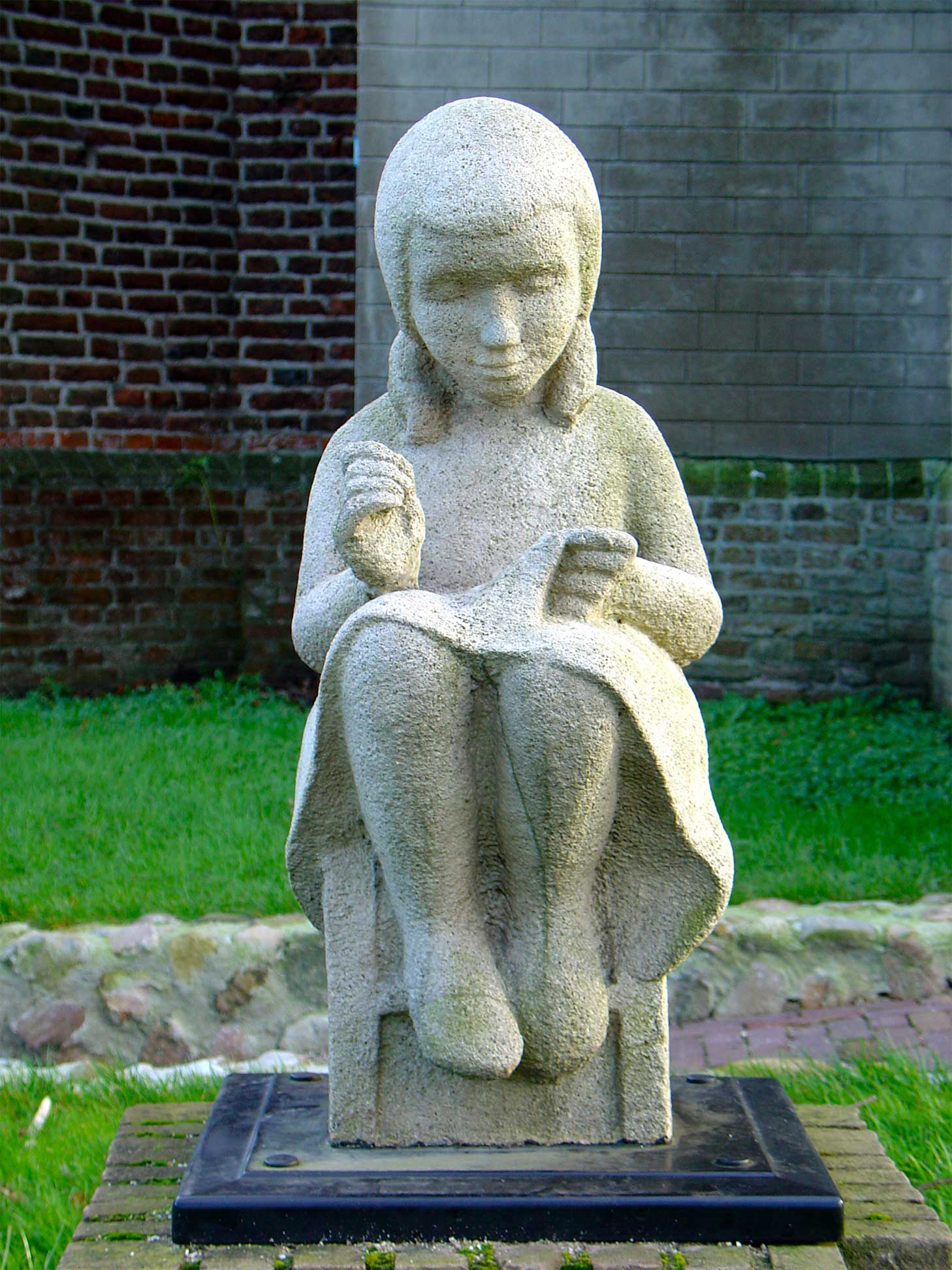
Lammechien (zusje van Bartje)
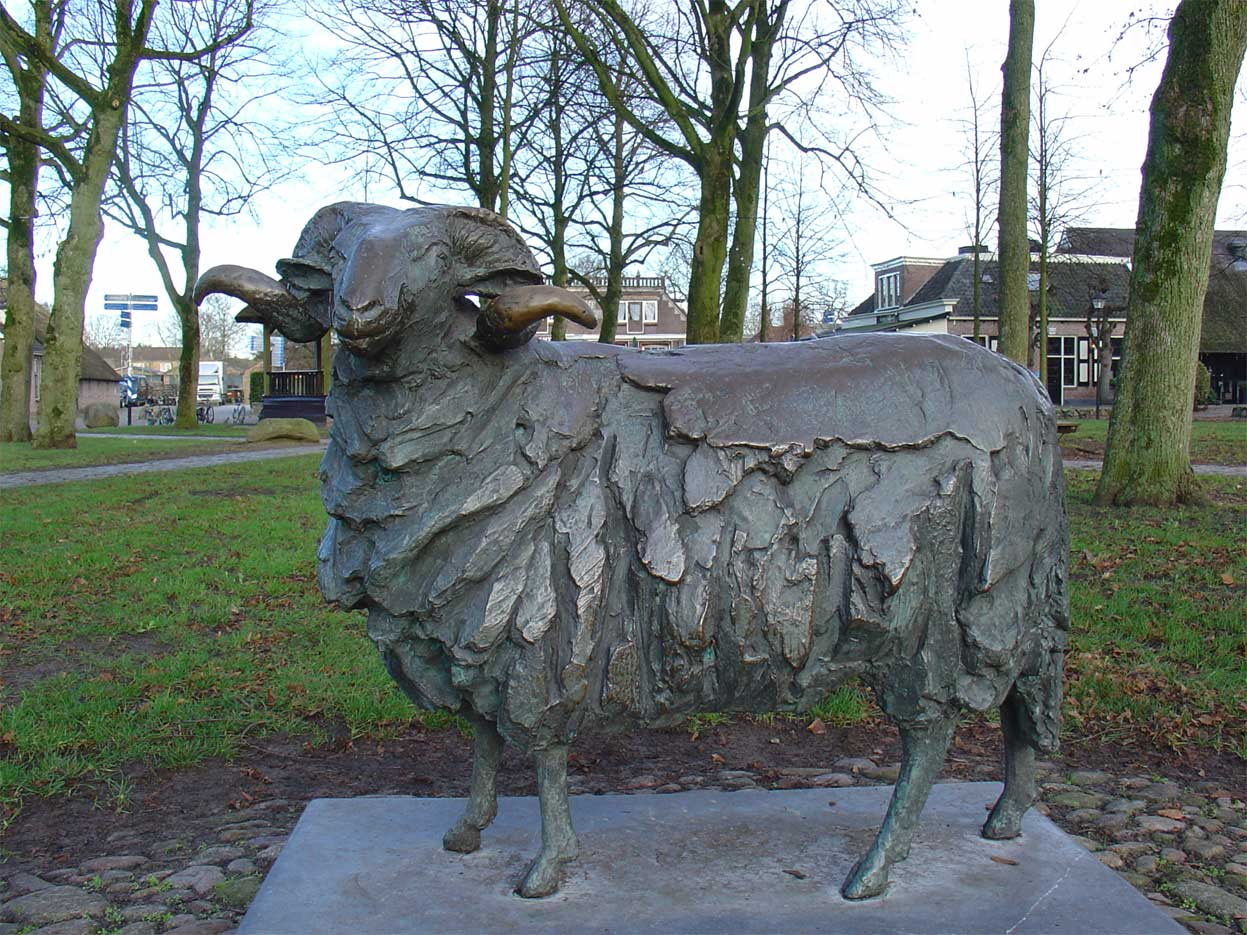
Bram de ram
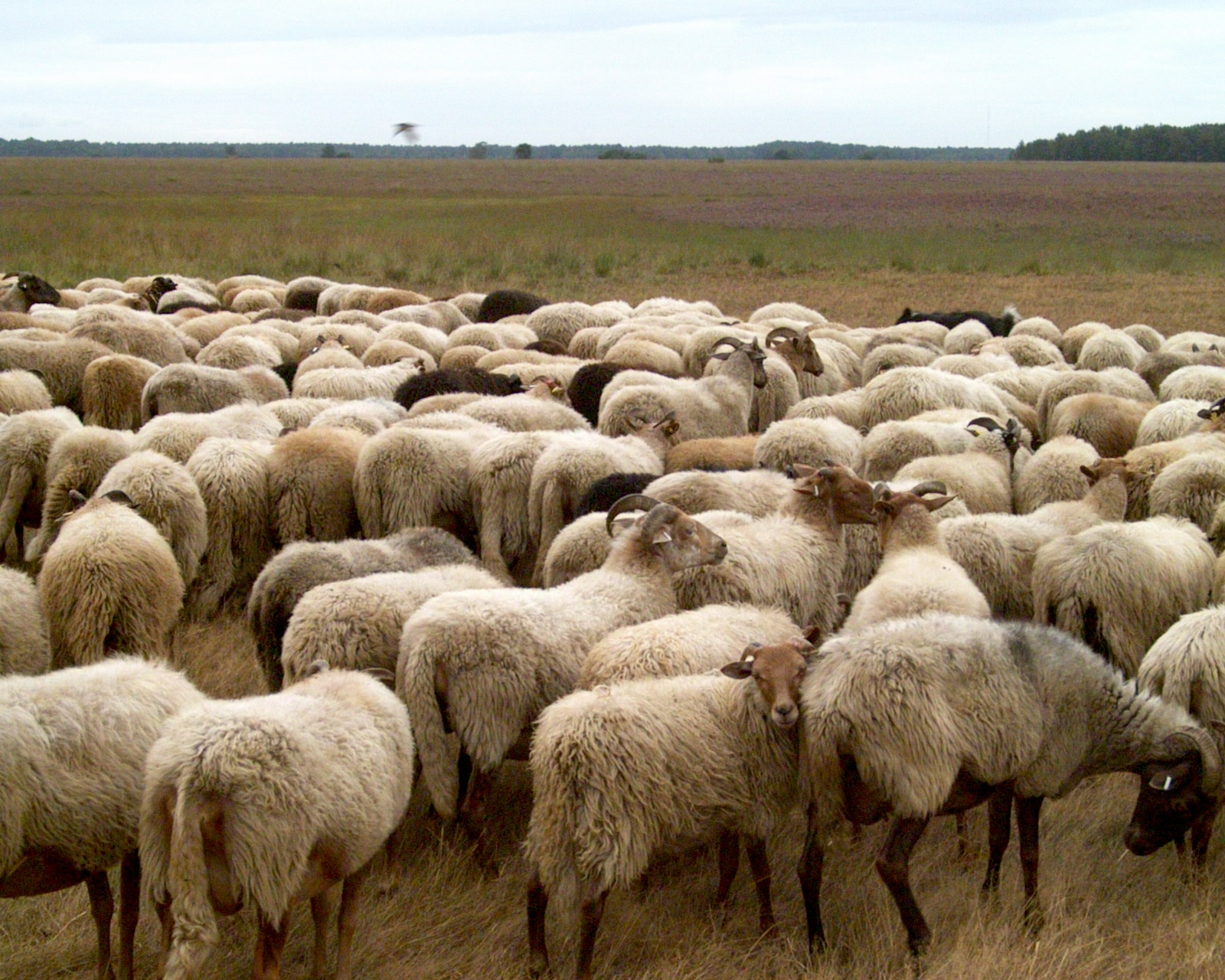
Schaapskudde Ruinen